# Barnes-Eiskappe
Als Barnes Ice Cap oder Barnes-Eiskappe wird eine Eiskappe im Nordosten Kanadas auf Baffin Island bezeichnet. Sie umfasst eine Fläche von 6000 km², doch verliert sie seit einiger Zeit beschleunigt an Höhe. Bei der Barnes-Eiskappe handelt es sich um eines der ältesten bis mehr als 20.000 Jahre alten Eisrelikte der letzten Kaltzeit und zugleich ist es eines der zehn größten Kanadas.

## Erhöhte Abschmelzrate

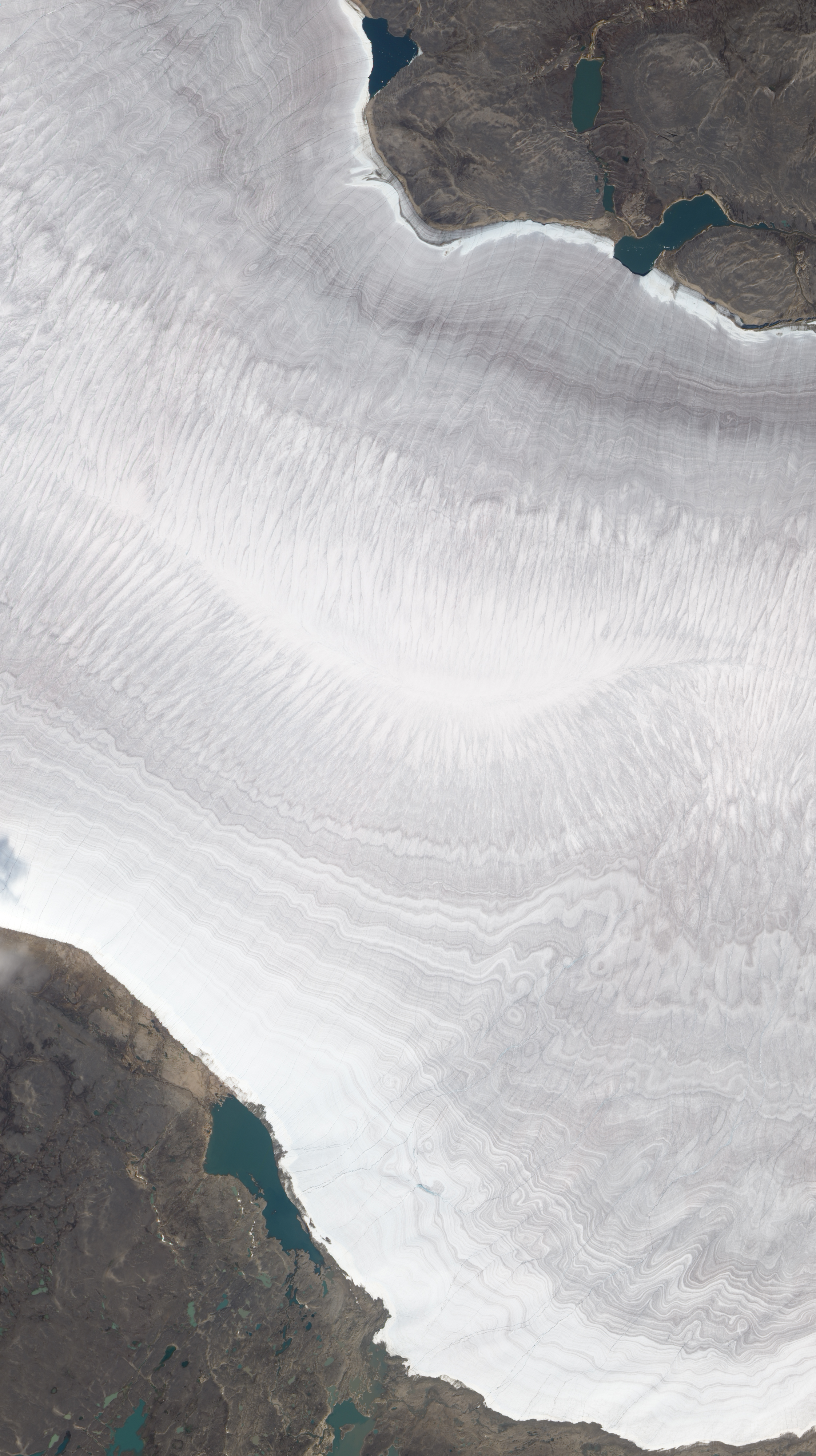
Die Barnes-Eiskappe an ihrem Südostrand

Allein zwischen 2004 und 2006 lag der Höhenverlust bei 1,0±0,14 m pro Jahr. Zwischen 1970 und 1984 hatte dieser Wert noch bei 0,12 m pro Jahr gelegen. 1984 bis 2006 war er bereits auf 0,776±0,35 m gestiegen. Dies hängt mit der verlängerten Zeit zusammen, in der pro Jahr das Eis schmilzt. Lag diese Zeit in den Jahren 1979 bis 1987 noch bei 65,6 ±6 Tagen, so stieg sie bis gegen Ende der Messperiode 2002 bis 2010 auf 87,1 ± 7,8 Tage. Im März 2011 fand eine zehntägige Untersuchung des Eisfeldes statt, das bis dahin hauptsächlich per Satellit vermessen worden war. Der Anteil derartiger Eiskappen am Anstieg des Meeresspiegels wird seit mehreren Jahren untersucht. Während der letzten 5000 Jahre war die sommerliche Durchschnittstemperatur um 2,7 °C gesunken. Es erwies sich, dass im Sommer 2013 die seit 44.000 Jahren höchste Abschmelzrate erreicht wurde.